# Djurgården Hockey 1939/1940
Djurgårdens IF spelade säsongen 1939/1940 ishockey i Stockholmsserien klass V, där man kom tvåa av åtta lag, efter Skuru IK. Andraplatsen räckte för att avancera till klass IV till nästa säsong.
I svenska mästerskapet åkte Djurgården ut i kvalomgången mot Rålambshovs IF, i en match som slutade 1–2.